# Aphileta centrasiatica
Aphileta centrasiatica is een spinnensoort in de taxonomische indeling van de hangmatspinnen (Linyphiidae).
Het dier behoort tot het geslacht Aphileta. De wetenschappelijke naam van de soort werd voor het eerst geldig gepubliceerd in 1995 door Kirill Yuryevich Eskov.